# Cyprus op het Eurovisiesongfestival 2010
Cyprus nam deel aan het Eurovisiesongfestival 2010 in Oslo, Noorwegen. Het was de 28ste deelname van het land op het Eurovisiesongfestival. De CyBC was verantwoordelijk voor de Cypriotische bijdrage voor de editie van 2010.

## Selectieprocedure
De kandidaat die voor Cyprus zou meedoen aan het Eurovisiesongfestival 2010 werd gekozen op 7 februari 2010. Een vijfkoppige jury en televoting kozen de winnaar.
| Volgorde | Artiest                            | Lied                        | Punten | Plaats |
| -------- | ---------------------------------- | --------------------------- | ------ | ------ |
| 1        | Constantinos Christoforou          | Angel                       | 17     | 2      |
| 2        | Jon Lilygreen & The Islanders      | Life looks better in spring | 24     | 1      |
| 3        | Evagoras Evagorou                  | I'm gonna be                | 7      | 8      |
| 4        | Hovig Demirjian                    | Goodbye                     | 15     | 3      |
| 5        | Vivian Douglas                     | Rhapsody                    | 4      | 9      |
| 6        | Anthi Pashi                        | You gotta go                | 13     | 5      |
| 7        | Constantinos Kontozis & Soul Throw | Island of love              | 15     | 3      |
| 8        | Andreas Economides                 | Waiting                     | 9      | 7      |
| 9        | Nicole Paparistodemou              | Like a woman                | 10     | 6      |

## In Oslo
In de tweede halve finale moest men aantreden als veertiende van 17 landen aan, net na Bulgarije en voor Kroatië. Het land behaalde een 10de plaats met 67 punten, wat nipt genoeg was om de finale te bereiken.
Men ontving 1 keer het maximum van de punten.
België zat in de andere halve finale en Nederland had geen punten over voor deze inzending.
In de finale mocht men aantreden als vijfde net na Moldavië en voor Bosnië en Herzegovina. Op het einde van de avond bleek dat men op een 21ste plaats met 27 punten.
Men ontving 1 keer het maximum van de punten.
België en Nederland had geen punten over voor deze inzending.

### Gekregen punten

#### Halve Finale 2
| 12 punten   | 10 punten                                   | 8 punten       | 7 punten     | 6 punten                      |
| ----------- | ------------------------------------------- | -------------- | ------------ | ----------------------------- |
| - Kroatië   | - Israël                                    |                | - Denemarken | - Armenië - Roemenië - Zweden |
| 5 punten    | 4 punten                                    | 3 punten       | 2 punten     | 1 punt                        |
| - Bulgarije | - Litouwen - Oekraïne - Verenigd Koninkrijk | - Azerbeidzjan |              |                               |

#### Finale
| 12 punten | 10 punten             | 8 punten | 7 punten    | 6 punten                |
| --------- | --------------------- | -------- | ----------- | ----------------------- |
| - Georgië |                       |          |             |                         |
| 5 punten  | 4 punten              | 3 punten | 2 punten    | 1 punt                  |
|           | - Bulgarije - Kroatië | - Zweden | - Slowakije | - Denemarken - Litouwen |

### Punten gegeven door Cyprus

#### Halve Finale 2
Punten gegeven in de halve finale:
| 12 punten | Armenië      |
| 10 punten | Azerbeidzjan |
| 8 punten  | Roemenië     |
| 7 punten  | Georgië      |
| 6 punten  | Oekraïne     |
| 5 punten  | Bulgarije    |
| 4 punten  | Israël       |
| 3 punten  | Denemarken   |
| 2 punten  | Litouwen     |
| 1 punt    | Zweden       |

#### Finale
Punten gegeven in de finale:
| 12 punten | Griekenland  |
| 10 punten | Azerbeidzjan |
| 8 punten  | Roemenië     |
| 7 punten  | Armenië      |
| 6 punten  | Oekraïne     |
| 5 punten  | Georgië      |
| 4 punten  | Duitsland    |
| 3 punten  | Frankrijk    |
| 2 punten  | Israël       |
| 1 punt    | Servië       |

1981 · 1982 · 1983 · 1984 · 1985 · 1986 · 1987 · 1988 · 1989 · 1990 · 1991 · 1992 · 1993 · 1994 · 1995 · 1996 · 1997 · 1998 · 1999 · 2000 · 2001 · 2002 · 2003 · 2004 · 2005 · 2006 · 2007 · 2008 · 2009 · 2010 · 2011 · 2012 · 2013 · 2014 · 2015 · 2016 · 2017 · 2018 · 2019 · 2020 · 2021 · 2022 · 2023 · 2024 · 2025
Albanië · Armenië · Azerbeidzjan · België · Bosnië en Herzegovina · Bulgarije · Cyprus · Denemarken · Duitsland · Estland · Finland · Frankrijk · Georgië · Griekenland · Ierland · IJsland · Israël · Kroatië · Letland · Litouwen · Macedonië · Malta · Moldavië · Nederland · Noorwegen · Oekraïne · Polen · Portugal · Roemenië · Rusland · Servië · Slovenië · Slowakije · Spanje · Turkije · Verenigd Koninkrijk · Wit-Rusland · Zweden · Zwitserland